# Vincent Reynouard
Vincent Reynouard (* 18. September 1969 in Boulogne-Billancourt) ist ein französischer Chemieingenieur, Mathematiklehrer und Geschichtsrevisionist. Seine Veröffentlichungen zur Geschichte des Zweiten Weltkriegs führten auf der Grundlage des französischen Loi Gayssot zu mehrfacher Verurteilung Reynouards wegen Holocaustleugnung.

## Lebenslauf
Vincent Reynouard fühlte sich, gemäß seiner eigenen Darstellung, schon als Jugendlicher vom Nationalsozialismus angezogen: „Mit ungefähr 14 Jahren untersuchte ich Fotos aus der Zeit des Dritten Reiches.  Ich verstand dabei sehr schnell, dass der wahre Sozialismus, so wie ich ihn mir erträumte, von Adolf Hitler umgesetzt worden war.“ Reynouard studierte an der ISMRA in Caen Anfang der 1990er Jahre. Nach dem Studienabschluss blieb er in der Normandie und arbeitete vor allem als Mathematiklehrer. Für den Revisionismus interessierte sich Reynouard bereits seit 1988. Er gründete eine „Normannische Gesellschaft zur Erweckung der Bürger“ (Association normande pour l’éveil du citoyen) und gab gemeinsam mit Rémi Pontier eine Zeitschrift namens „Neue Vision“ (Nouvelle vision) heraus. Reynouards historische Arbeiten und revisionistischen Thesen blieben bis 1997 unbeachtet und für ihn ohne Konsequenzen. Als er jedoch damit begann, seine revisionistischen Einstellungen seinen Schülern zu vermitteln, wurde er als Lehrer entlassen und erlangte dadurch ein gewisse, frankreichweite Bekanntheit.
Reynouard ist bekennender Katholik.

## Revisionistische Schriften
International bekannt wurde Reynouard vor allem durch seine revisionistischen Thesen zum Massaker von Oradour. 

## Verurteilungen, Flucht nach Großbritannien, Festnahme und Auslieferung
Seine revisionistischen Arbeiten wurden von französischen Gerichten als „Bestreitung von Verbrechen gegen die Menschlichkeit“ und auch als „Anfechtung von Verbrechen gegen die Menschlichkeit“ gewertet. In den ersten Verurteilungen kam Reynouard mit Bewährungsstrafen davon, bis er letztlich 2010 doch eine Haftstrafe antreten musste. Am 5. April 2011 wurde er nach neunmonatiger Haft aus dem Gefängnis entlassen. Anschließend lebte Reynouard vorübergehend mit seiner Familie in Belgien. Seit 2016 lebte Reynouard in der Nähe Londons, um der französischen Holocaustgesetzgebung und weiteren Verurteilungen zu entgehen.
Im Jahr 2022 wurde er im Ort Anstruther, Schottland, auf der Grundlage eines französischen Haftbefehls festgenommen. Ende Januar 2024 entschied die schottische Gerichtsbarkeit in letzter Instanz seine Auslieferung an Frankreich.

## Veröffentlichungen
- Les camps de concentration allemands, 1941–1945
- Les responsabilités des vainqueurs de 1918
- La vérité sur les clichés pris en 1945 à la libération des camps
- La sélection des juifs à Auschwitz
- Le Massacre d’Oradour. Un demi-siècle de mise en scène, 1997
- Die Wahrheit über Oradour. Rekonstruktion und Forschungsbericht eines Franzosen. Was geschah am 10. Juni 1944 wirklich?, Druffel & Vowinckel, 2005, ISBN 978-3-8061-1132-3

## Einzelbelege
1. ↑  http://www.dissident-net.info/vincent-reynouard/
2. ↑  Quelle entfernt, da deren Angabe in Deutschland höchstwahrscheinlich gesetzlich verboten ist
3. ↑  Vincent Reynouard: En passant par Fleury-Mérogis. In: Sans concession. Nr. 30, April 2007: „Vers quatorze ans, j’ai pu contempler les photos du IIIème Reich. J’ai rapidement compris que le vrai socialisme, celui auquel j’aspirais, avait été réalisé par Adolf Hitler.“
4. ↑  Hervé Gattegno: La dernière provoc des révisionnistes. In: Le Nouvel Observateur. 14. Januar 1993, S. 66 (nouvelobs.com [PDF]).
5. ↑  The Barnes Review, Volume 18, Number 1, p. 45 (Jan/Feb 2012).
6. ↑  Archivierte Kopie (Memento des Originals vom 1. April 2017 im Internet Archive)  Info: Der Archivlink wurde automatisch eingesetzt und noch nicht geprüft. Bitte prüfe Original- und Archivlink gemäß Anleitung und entferne dann diesen Hinweis.
7. ↑  Holocaust denier to be extradited after losing legal battle. In: BBC news. 26. Januar 2024, abgerufen am 27. Januar 2024 (englisch).

| Personendaten    | Personendaten                                                             |
| ---------------- | ------------------------------------------------------------------------- |
| NAME             | Reynouard, Vincent                                                        |
| KURZBESCHREIBUNG | französischer Chemieingenieur, Mathematiklehrer und Geschichtsrevisionist |
| GEBURTSDATUM     | 18. September 1969                                                        |
| GEBURTSORT       | Boulogne-Billancourt                                                      |